# Superman Escape
Superman Escape är en berg- och dalbana i nöjesparken Warner Bros. Movie World. Banan är gjord av Intamin AG och accelererar från 0 till 100 km/h på två sekunder.